# Ya fue demasiado
«Ya fue demasiado» es una canción pop de la cantante peruana Anna Carina. Es el segundo sencillo de su tercer álbum de estudio AnnaCarinaPop. La canción fue escrita por la propia Anna Carina y grabada en Miami. Se estrenó en mayo del 2010.

## Video musical

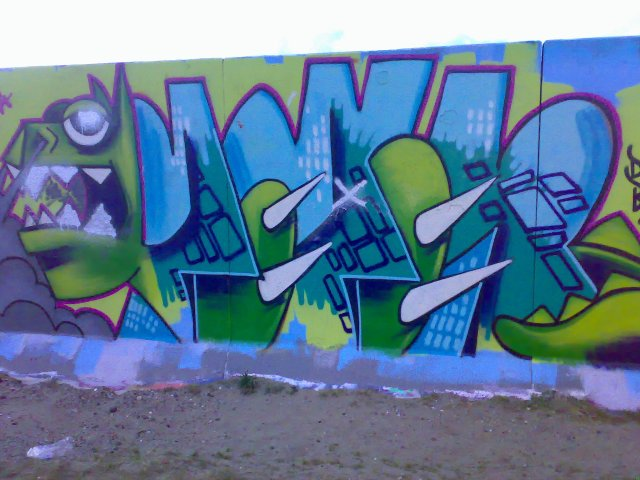
El video musical cuenta con inspiración de la cultura urbana y los grafitis.

Al igual que en su anterior sencillo Cielo sin luz, el video fue grabado en formato HD y fue dirigido nuevamente por Jorge Carmona. Esta vez Anna Carina está acompañada por los elenco de bailarines de Vania Masías. El video presenta una onda urbana, llena de grafitis y colores. El rodaje del videoclip se realizó en el centro histórico de Lima, en una casona frente a la Plaza San Martín.
El video ingresó como "video exclusivo" el 31 de mayo de 2010 a la programación de MTV Latinoamérica. Debutó en el puesto 9 y hasta la fecha ha alcanzado el #1 por tres días no consecutivos, estuvo un total de 49 días en el conteo de Los 10 + Pedidos.

## Posicionamiento en las listas

### Semanales
| Ranking                     | Mejor posición |
| --------------------------- | -------------- |
| MTV Los 10 + Pedidos Centro | 1 (x3)         |
| Perú: Top 20 Ranking        | 1              |

### Anuales
| Ranking                      | Mejor posición |
| ---------------------------- | -------------- |
| MTV Los 100 + Pedidos Centro | 26             |